# Sterminate la gang!
Sterminate la gang! (Armored Car Robbery) è un film del 1950 diretto da Richard Fleischer.
È un noir statunitense ambientato a Los Angeles con
Charles McGraw, Adele Jergens e William Talman.

## Trama
Los Angeles. Un pericoloso criminale, Dave Purvis, è la mente di molti furti. Sempre discreto, la polizia non conosce la sua esistenza. Organizza la rapina di un furgone blindato in occasione di una partita di baseball, assoldando alcuni criminali. La polizia interviene più velocemente del previsto, vengono scambiati colpi di pistola, ferendo uno dei ladri e uccidendo uno dei poliziotti. Questo omicidio lancia l'ispettore Cordell sulle tracce della banda.

## Produzione
Il film, diretto da Richard Fleischer su una sceneggiatura di Earl Felton e Gerald Drayson Adams e un soggetto di Robert Angus e Robert Leeds, fu prodotto da Herman Schlom per la RKO Radio Pictures e girato a Los Angeles. I titoli di lavorazione furono  Code 3-A e  Code 3.

## Distribuzione
Il film fu distribuito con il titolo Armored Car Robbery negli Stati Uniti dall'8 giugno 1950 al cinema dalla RKO Radio Pictures.
Altre distribuzioni:
- in Svezia il 26 dicembre 1950 (Jagad av radiopolisen)
- in Portogallo il 6 luglio 1951 (Brigada Criminal)
- in Danimarca il 15 settembre 1954 (Jaget af radiopolitiet)
- in Italia (Sterminate la gang!)
- in Brasile (Império do Terror)
- in Spagna (Asalto al coche blindado)
- in Spagna (Assalt al furgó blindat)
- in Spagna (Atraco al furgón blindado)
- in Finlandia (Ryöstö Los Angelesissa)
- nel Regno Unito (Armoured Car Robbery)

### Critica
Secondo il Morandini il film è "sceneggiato con competenza" e si discosta positivamente dalla media dei film polizieschi del periodo.

### Promozione
La tagline è: THE STICK-UP THAT STUNNED THE NATION!.